# Jesse Lee Soffer
Jesse Lee Soffer (Ossining, 24 de abril de 1984) é um ator norte-americano. Ele é mais conhecido por interpretar Will Munson na serie televisiva As the World Turns, e Jay Halstead na série Chicago P.D.

## Filmografia

### Filmes
| Ano  | Filme                 | Papel                | Notas |
| ---- | --------------------- | -------------------- | ----- |
| 1993 | Wings                 | Dennis Loomis        |       |
| 1993 | The Silent Alarm      | Boy                  |       |
| 1994 | Safe Passage          | Percival (9-10 anos) |       |
| 1995 | The Brady Bunch Movie | Bobby Brady          |       |
| 1996 | A Very Brady Sequel   | Bobby Brady          |       |
| 2007 | Gracie                | Johnny Bowen         |       |
| 2011 | In Time               | Webb                 |       |

### Televisão
| Ano                | Programa                                             | Papel                | Notas                                                                               |
| ------------------ | ---------------------------------------------------- | -------------------- | ----------------------------------------------------------------------------------- |
| 1995               | Wings (1990 TV series)                               | Bobby Brady          | Season 6 Episode 22: A House to Die For (creditado como Jesse Lee)                  |
| 1995               | From the Mixed-Up Files of Mrs. Basil E. Frankweiler | Jamie Kincaid(James) | Telefilme (creditado como Jesse Lee)                                                |
| 1996               | The Royale                                           | Billy                | Telefilme (creditado como Jesse Lee)                                                |
| 1998               | Two of a Kind                                        | Taylor Donovan       | 6 Episódios (creditado como Jesse Lee)                                              |
| 1999               | Guiding Light                                        | Max Nickerson #1     | Papel Recorrente (creditado como Jesse Lee)                                         |
| 2004 - 2008 - 2010 | As the World Turns                                   | Will Munson          | Setembro de 2004 - 4 de Abril de 2008; 1º de Julho de 2010 - 17 de Setembro de 2010 |
| 2008               | O Despertar da Primavera                             | Michael              | Telefilme                                                                           |
| 2008               | CSI: Miami                                           | Shane Huntington     | 7ª Temporada Episódio 3: And How Does That Make You Kill?                           |
| 2009               | The Philanthropist                                   | Dean Fitzsimmons     | Episódio 6: San Diego                                                               |
| 2010               | The Whole Truth                                      | Young lover          | Episódio 9: Young Love                                                              |
| 2011               | The Mentalist                                        | Alan Dinkler         | Season 3 Episódios 23: Strawberries and Cream (Part 1)                              |
| 2011               | Rizzoli & Isles                                      | Jacob Wilson         | Season 2 Episódios 10: Remember Me                                                  |
| 2012 - 2013        | The Mob Doctor                                       | Nate Devlin          | 13 Episódios                                                                        |
| 2013               | Hatfields & McCoys                                   | Patrick McCoy        | Piloto não lançado                                                                  |
| 2013               | Jodi Arias: Dirty Little Secret                      | Travis Alexander     | Telefilme                                                                           |
| 2013 - 2022        | Chicago Fire                                         | Jay Halstead         | 18 Episódios                                                                        |
| 2014 - 2022        | Chicago P.D.                                         | Jay Halstead         | Elenco Principal (temporada 1 - temporada 10; 159 episódios)                        |
| 2014 - 2015        | Law & Order: Special Victims Unit                    | Jay Halstead         | 2 Episódios                                                                         |
| 2015 - 2022        | Chicago Med                                          | Jay Halstead         | 28 Episódios                                                                        |
| 2024 - 2025        | FBI: Internacional                                   | Wesley Mitchell      |                                                                                     |

### Realizador
| Ano       | Título     | Notas                                                                          |
| --------- | ---------- | ------------------------------------------------------------------------------ |
| 2023–2024 | Chicago PD | Temporada 10, Episódio 16: “Deadlocked” Temporada 11, Episódio 12: "Inventory" |